# Parafia św. Andrzeja Boboli w Żurawicy
Parafia św. Andrzeja Boboli w Żurawicy Górnej – parafia rzymskokatolicka, w archidiecezji przemyskiej w dekanacie Żurawica. Erygowana w 1993. Jest prowadzona przez księży diecezjalnych.

## Historia
W latach 1990–1991 w Żurawicy Górnej zbudowano murowany kościół, według projektu arch. mgr inż. Jerzego Dawnisa. 20 października 1991 roku bp Ignacy Tokarczuk poświęcił kościół pw. św. Andrzeja Boboli.
4 sierpnia 1992 roku dekretem bpa Ignacego Tokarczuka zostala erygowana parafia, z wydzielonego terytorium parafii Żurawica.
.
Proboszczowie parafii:
1992–1998. ks. Stanisław Śliwa.
1998–2011. ks. Marek Boratyn.
2011–2012. ks. Adam Boruta.
2012–2020. ks. Paweł Jan Konieczny.
2020– nadal ks. Tomasz Hałas.

## Terytorium parafii
Na terenie parafii jest 1 566 wiernych mieszkających przy ulicach: Rzeszowska, Przemyska, 3 Maja, Kościuszki, Pruchnicka, Bażantowa, Szańcowa, Polna, Jastrzębia, Kard. Wyszyńskiego, Dworska, Leśna, Pogodna, Wincentego Witosa, Rataja Wiosenna, Słoneczna, Różana.